# Licancabur
Licancabur là một núi lửa hình nón tọa lạc ở biên giới giữa Bolivia và Chile, phía nam của núi lửa Sairecabur và phía tây của Juriques. Một phần của khu vực núi lửa trung bộ Andes, nó có một đỉnh hình nón cao 5916 mét. Một miệng núi lửa cao 400 mét chứa hồ Licancabur, một hồ nước miệng núi lửa nằm ở nơi cao nhất trên thế giới, mũ núi lửa. Ba giai đoạn của dòng dung nham phát ra từ núi lửa, được hình thành trên ignimbrites Pleistocene.
Licancabur đã hoạt động trong Holocen, sau thời kỳ băng hà. Mặc dù không có các vụ phun trào lịch sử của núi lửa được biết, dòng dung nham mở rộng vào Laguna Verde đã được ngày đến 13.240 ± 100 BP. Ngọn núi lửa đã phun trào andesit chủ yếu, với một lượng nhỏ Dacit và andesit bazan.
khí hậu của nó là lạnh, khô và rất nắng, với mức độ cao của bức xạ tia cực tím. Licancabur không được bao phủ bởi những dòng sông băng, và thảm thực vật như các nhà máy đệm và bụi cây được tìm thấy thấp hơn trên sườn dốc của nó. Chinchillas trước đây được săn trên núi lửa.
Licancabur được coi là một ngọn núi linh thiêng của người dân Atacameno, liên quan đến đồi Cerro Quimal ở miền bắc Chile. Các địa điểm khảo cổ đã được tìm thấy trên sườn dốc của nó và trong miệng núi lửa đỉnh cao, mà có thể là một tháp canh thời tiền sử.